# Jiří Hodač
Jiří Hodač, též George Hodač, (* 30. března 1947) je česko-britský manažer a novinář. Pracoval v australských médiích a v britské BBC, od prosince 2000 do ledna 2001 byl generálním ředitelem České televize během tzv. televizní krize.

## Život
V roce 1972 vystudoval žurnalistiku (specializace tisk a rozhlas) na Univerzitě Karlově v Praze. Ještě během studií spolupracoval s Československým rozhlasem a od roku 1969 byl po 12 let redaktorem listu Svobodné slovo. Roku 1980 emigroval do zahraničí. Krátce byl v Německu, poté žil v Austrálii (1983–1988). V Austrálii pracoval pro rozhlasovou stanici 3EA Melbourne, byl vydavatelem a šéfredaktorem časopisu Panorama (1985–1989). Po sametové revoluci působil jako redaktor československé verze BBC v Londýně a až do března 2000 zastával řadu funkcí v české redakci BBC v Londýně a později v Praze.
Má britské občanství, používá jméno George, které má zapsané i v dokladech.
Od dubna 2000 působil v České televizi jako ředitel zpravodajství, v srpnu 2000 na tuto funkci rezignoval. Po odvolání Dušana Chmelíčka z postu generálního ředitele byl v prosinci zvolen Radou ČT generálním ředitelem České televize.

## Působení v BBC
- V letech 1989–1993 působil jako redaktor československé redakce BBC.
- V letech 1991–1993 byl vedoucím české části československé redakce BBC a také zástupcem šéfredaktora tamtéž.
- V letech 1993–1996 byl zástupcem šéfredaktora české redakce BBC v Londýně.
- V letech 1996–1999 působil jako šéfredaktor české redakce BBC.
- V letech 1997–2000 byl ředitelem operací BBC v České republice.

## Ředitel zpravodajství ČT
- 17. dubna 2000 byl uveden do funkce ředitele zpravodajství ČT, kterou nově zřídil generální ředitel ČT Dušan Chmelíček. Hodačovi byly později podřízeny vedle Redakce zpravodajství také Redakce sportu (od 1. května) a publicistiky (vytvořena 17. května).
- 5. června 2000 Hodač odvolal moderátora pořadu V pravé poledne Romana Proroka z důvodu moderátorských chyb ve zmíněném pořadu. Za rozhodnutí Hodače se postavil i Dušan Chmelíček poté, co mu byl adresován otevřený dopis s protestem Romana Proroka. Postup vyvolal v médiích spekulace o politickém vlivu na rozhodování vedení ČT.
- 15. června 2000 šéfredaktor zpravodajství ČT Zdeněk Šámal požádal o uvolnění z funkce pro nesouhlas s nařízeným zveřejněním stanoviska vedení ČT, odmítajícím spekulace o politických tlacích na ČT v souvislosti s odvoláním Romana Proroka. Šámalův postup podpořila většina redakce a její pracovníci podali stížnost na ředitele zpravodajství Jiřího Hodače k Radě ČT. (Radě ČT však přísluší zabývat se pouze stížnostmi na generálního ředitele, nikoliv na ředitele zpravodajství.)
- 20. června 2000 Rada ČT se postavila za postup Jiřího Hodače při odvolání Romana Proroka i za postup vedení ČT.
- 7. srpna Hodač předal Chmelíčkovi dokument Koncepce rozvoje Ředitelství zpravodajství České televize.
- 11. srpna 2000 Hodač požádal o uvolnění ze své funkce. Rezignaci zdůvodnil zejména přístupem k jím zpracované Koncepci rozvoje Ředitelství zpravodajství České televize, kterou Dušan Chmelíček nepředložil k projednání celému vedení České televize. Post ředitele zpravodajství ČT byl 14. srpna obsazen Jiřím Vondráčkem.[4]

## Generální ředitel ČT
- 12. prosince 2000 byl z postu generálního ředitele odvolán Radou ČT Dušan Chmelíček (ve funkci do 21. prosince 2000).
- 17. prosince 2000 více než 40 zástupců různých sdružení zveřejnilo petici požadující okamžité odvolání Rady ČT a zastavení výběrového řízení na generálního ředitele a na protest proti postupu Rady ČT založilo občanskou iniciativou Česká televize – věc veřejná.
- 20. prosince 2000 byl zvolen novým generálním ředitelem ČT Jiří Hodač (ve funkci od 22. prosince 2000). To vyvolalo odpor mezi pracovníky zpravodajství ČT, kteří zformovali Krizový výbor k řízení protestů proti způsobu volby nového ředitele ČT.
- 23. prosince 2000 petiční výbor České televize – věc veřejná, ve svém prohlášení uvedl, že „Při volbě či spíše jmenování poslední Rady ČT na jaře 2000 došlo k porušení zákona o ČT. Současná Rada ČT vznikla tak, že do ní poslaly své zástupce politické strany dle výsledků voleb v roce 1998 a ve shodě s opoziční smlouvou ČSSD a ODS. V poslední době považují politické strany svůj vliv na ČT za „normální“.“[5].
- 23. prosince 2000 Jiří Hodač jmenoval ředitelkou zpravodajství ČT bývalou moderátorku pořadu „21“ Janu Bobošíkovou.
- 23. prosince 2000 krizový výbor zaměstnanců ČT vydal prohlášení 2000 slov v roce 2000, v němž požadoval odstoupení Jiřího Hodače a Rady ČT. Na pokyn Jiřího Hodače začala ochranná služba bránit v přístupu novinářů do budovy zpravodajství na Kavčích horách.[6]
- 24. prosince 2000 na pokyn Jiřího Hodače ochranná služba přestala vpouštět zaměstnance zpravodajství do prostor velína zpravodajství na Kavčích horách.
- 30. prosince 2000 ředitel konkurenční TV Nova Vladimír Železný se v pořadu Volejte řediteli vyjádřil ke krizi kolem ČT a podpořil generálního ředitele ČT Jiřího Hodače.
- 2. ledna 2001 Jiří Hodač vyzval dopisem zaměstnance a externí pracovníky ČT k respektování autority generálního ředitele a ke spolupráci s ním a jím jmenovanými členy vedení ČT.
- 3. ledna 2001 Senát přijal usnesení, v němž konstatoval odpovědnost Rady ČT a Jiřího Hodače za situaci v ČT, vyzval Jiřího Hodače k rezignaci a Poslaneckou sněmovnu k odvolání Rady ČT.
- 4. ledna 2001 Jiří Hodač utrpěl celkový kolaps a byl až do 8. ledna hospitalizován, vedením České televize pověřil Věru Valterovou.
- 5.–6. ledna 2001 v závěrečném jednání Poslanecké sněmovny poslanci konstatovali, že odstoupení Jiřího Hodače je podmínkou řešení situace v ČT, a pokud neodstoupí, vyzvali Radu ČT, aby jej 8. ledna odvolala.
- 8. ledna 2001 bezpečnostní agentura, najatá Jiřím Hodačem, přestala blokovat vstup do velína zpravodajství ČT.
- 11. ledna 2001 Jiří Hodač odstoupil ze zdravotních důvodů z funkce generálního ředitele ČT.